# Notolomatia centralis
Notolomatia centralis är en tvåvingeart som först beskrevs av Macquart 1840.  Notolomatia centralis ingår i släktet Notolomatia och familjen svävflugor. Inga underarter finns listade i Catalogue of Life.